# Azerbajdzjans damlandslag i fotboll
Azerbajdzjans damlandslag i fotboll representerar Azerbajdzjan i fotboll på damsidan. Laget har aldrig kvalificerat sig till någon internationell turnering.
I kvalet till VM 2011 lottades man mot Belgien, Sverige, Tjeckien och Wales.